# Ерацлеа Маре (Венеција)
Ерацлеа Маре (итал. Eraclea Mare) је насеље у Италији у округу Венеција, региону Венето.
Према процени из 2011. у насељу је живело 447 становника. Насеље се налази на надморској висини од 2 м.